# جيمس ك. ألين
جيمس ك. ألين (بالإنجليزية: James C. Allen)‏ هو محامي وقاضي وسياسي أمريكي، ولد في 29 يناير 1822 بمقاطعة شيلبي في الولايات المتحدة، وتوفي في 30 يناير 1912 بأولني في الولايات المتحدة. حزبياً، نشط في الحزب الديمقراطي. وقد انتخب عضو مجلس نواب إلينوي وانتخب عضو مجلس النواب الأمريكي.